# Diancistrus fuscus
Diancistrus fuscus är en fiskart som först beskrevs av Fowler, 1946.  Diancistrus fuscus ingår i släktet Diancistrus och familjen Bythitidae. Inga underarter finns listade i Catalogue of Life.